# Withania aristata
Withania aristata är en potatisväxtart som först beskrevs av William Aiton, och fick sitt nu gällande namn av Pauq. Withania aristata ingår i släktet Withania och familjen potatisväxter. Inga underarter finns listade i Catalogue of Life.

## Bildgalleri

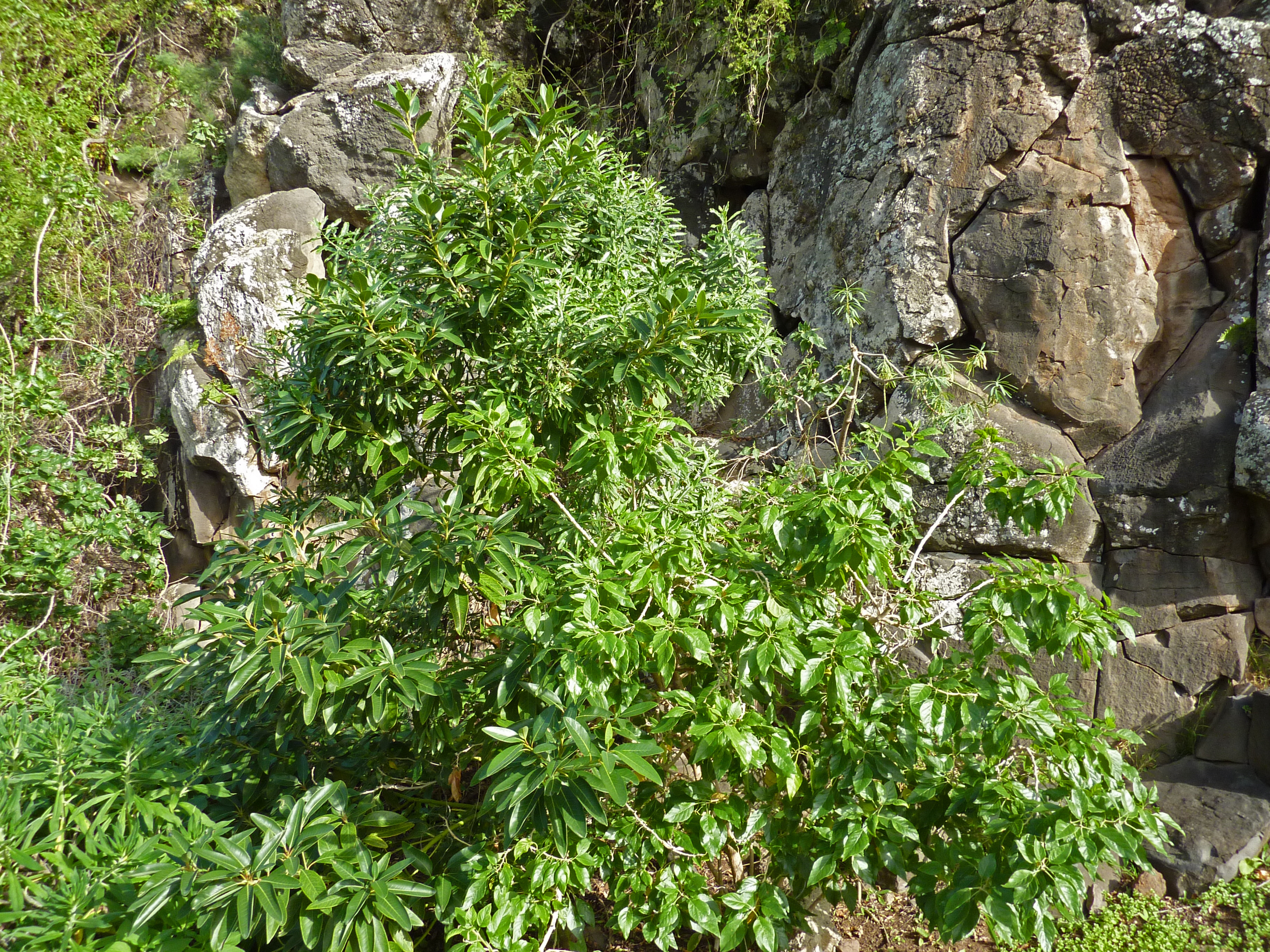